# Bourbon (ciastko)

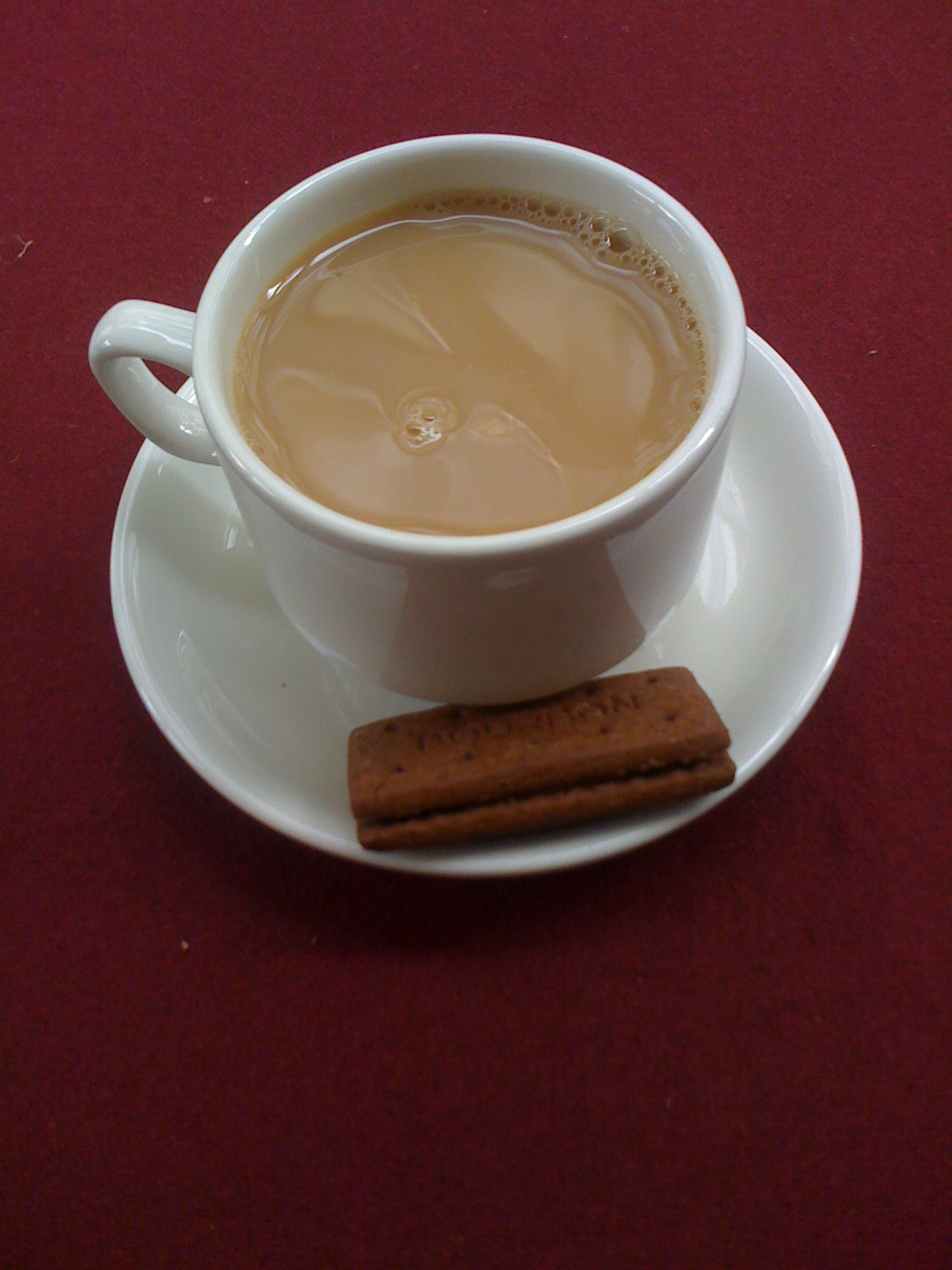
Filiżanka herbaty i ciastko bourbon

Bourbon (także Bourbon biscuit, Bourbon cream) – rodzaj ciastka popularny w Wielkiej Brytanii, w postaci dwóch podłużnych prostokątnych czekoladowych herbatników przełożonych warstwą kremu czekoladowego. Ciastka zwykle ozdobione są wytłoczonym napisem Bourbon oraz dziesięcioma dziurkami.
Pierwsze ciastka tego typu, początkowo noszące nazwę Creola, wyprodukowane zostały w 1910 roku przez przedsiębiorstwo Peek Freans z siedzibą w londyńskiej dzielnicy Bermondsey.